# Lizoáin
Lizoáin település Spanyolországban, Navarra autonóm közösségben. Lizoáin Arce, Lónguida – Longida, Urroz, Izagaondoa, Aranguren, Egüés, Esteribar és Erro községekkel határos. Lakosainak száma 288 fő (2024).

## Népesség
A település népessége az elmúlt években az alábbi módon változott:
| Lakosok száma | 222  | 271  | 283  | 308  | 323  | 317  | 305  | 295  | 314  | 288  |
|               | 2001 | 2004 | 2006 | 2009 | 2011 | 2014 | 2016 | 2019 | 2021 | 2024 |